# Gmina Sanniki
Die Gmina Sanniki ist eine Stadt-und-Land-Gemeinde im Powiat Gostyniński der Woiwodschaft Masowien in Polen. Ihr Sitz ist die gleichnamige Kleinstadt mit etwa 1950 Einwohnern.

## Geographie
Die Gemeinde liegt westlich der Landeshauptstadt Warschau und grenzt an die Woiwodschaft Łódź. Nachbargemeinden sind Gąbin, Iłów, Kiernozia, Pacyna und Słubice.

## Geschichte
Die Landgemeinde wurde 1973 wieder gebildet. Mit der Erteilung der Stadtrechte zum 1. Januar 2018 erhielt sie den Status einer Stadt-und-Land-Gemeinde. Ihr Gebiet gehörte bis 1975 zur Woiwodschaft Warschau. Es kam dann bis 1998 zur Woiwodschaft Płock, der Powiat wurde in dieser Zeit aufgelöst. Zum 1. Januar 1999 kam es zur Woiwodschaft Masowien und zum wiedererrichteten Powiat Gostyniński.

## Gliederung

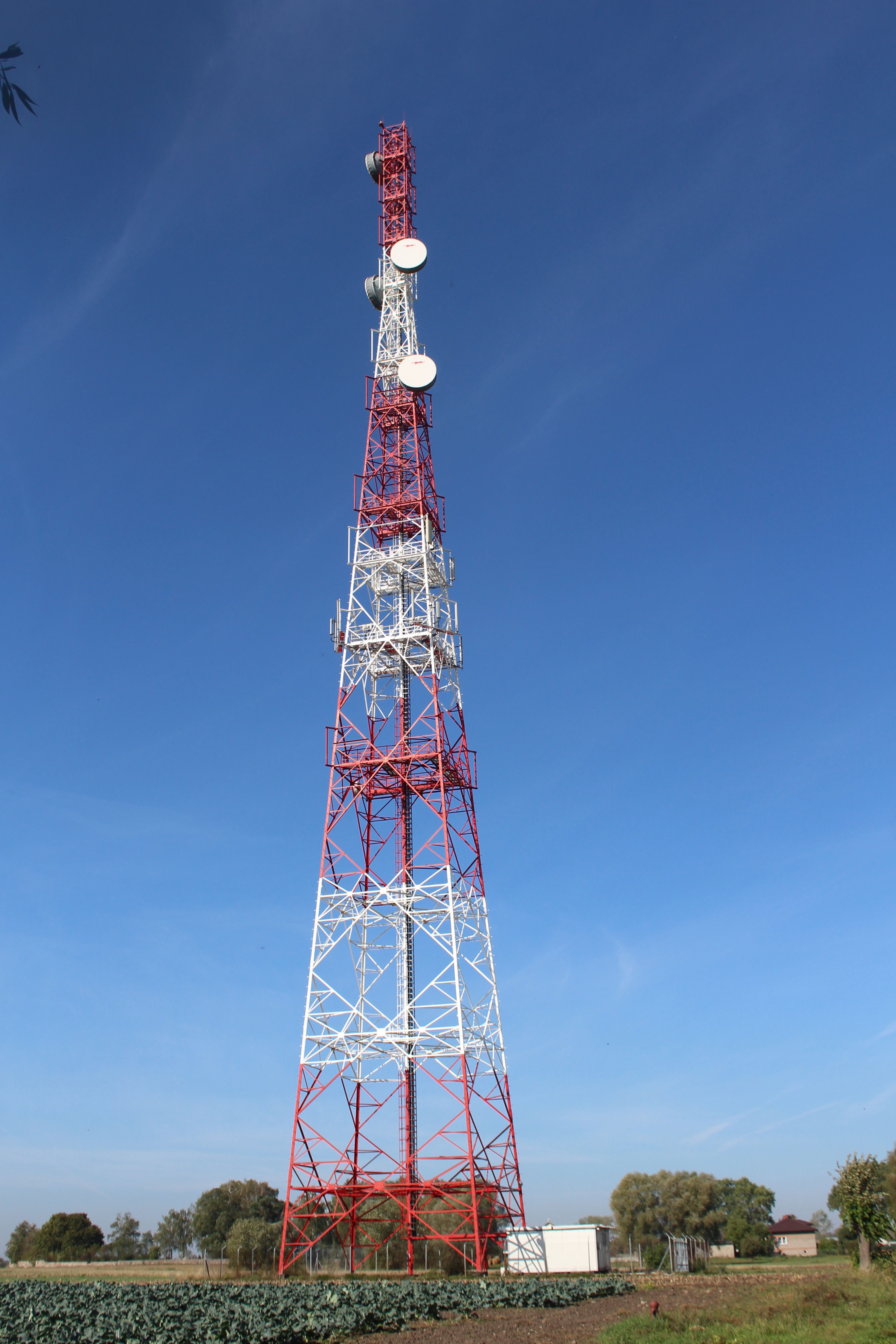
Richtfunkturm Osmolin

Die Stadt-und-Land-Gemeinde Sanniki gliedert sich in die Stadt selbst 18 neun Orte mit Schulzenamt (sołectwa):
Aleksandrów
Brzezia
Brzeziny
Czyżew
Działy
Krubin
Lasek
Lubików
Lwówek
Mocarzewo
Nowy Barcik
Osmolin
Osmólsk Górny
Sielce
Staropol
Stary Barcik
Szkarada
Wólka Niska
Wólka Wysoka

## Bauwerke
Zu den Bauwerken auf Gemeindegebiet gehören das Schloss in Sanniki und der weithin sichtbare, 100 Meter hohe Richtfunkturm in Osmolin.